# Ryōzō Kanehira
Ryōzō Kanehira ( * 1882 - 1948 ) fue un botánico, pteridólogo y explorador japonés. Realizó extensas expediciones botánicas a Perú, Filipinas, Papúa Nueva Guinea, y propiamente en Japón. 
Con el archipiélago de Micronesia tomado a los alemanes en 1914, entre 1929 y 1935, Kanehira, recolectó y realizó el inventario de la flora de Micronesia.

## Algunas publicaciones
- 1935. An Enumeration of Micronesian Plants. En J.Dep.Agr Kyushu, Imperial University 4 (6 )

### Libros
- 1933. Flora micronesica
- 1971. Anatomical characters and identification of Formosan woods: With critical remarks from the climatic point of view. Ed. Ch'eng Wen Publishing. 317 pp.

## Honores
Unas 29 especies se nombraron en su honor, entre ellas:
- (Araceae) Rhaphidophora kanehirae Hatus.
- (Boraginaceae) Gerascanthus kanehirae (Hayata) Borhidi
- (Euphorbiaceae) Glochidion kanehirae Hosok.
- (Leguminosae) Serianthes kanehirae Fosberg
- (Orchidaceae) Arundina kanehirae Yamam.
- (Orchidaceae) Epidendrum kanehirae Hágsater
- (Orchidaceae) Phreatia kanehirae Fukuy.
- (Pandanaceae) Freycinetia kanehirae Stone
- (Rubiaceae) Psychotria kanehirae Merr. & L.M.Perry

- La abreviatura «Kaneh.» se emplea para indicar a Ryōzō Kanehira como autoridad en la descripción y clasificación científica de los vegetales.[1]